# Ippolito Pindemonte
Ippolito Pindemonte (Verona, 13 de noviembre de 1753-íd., 18 de noviembre de 1828) fue un escritor, poeta y traductor italiano del prerromanticismo, hermano del dramaturgo Giovanni Pindemonte.

## Biografía
Nacido en una familia noble de Verona, recibió en ella una educación clásica y luego estudió en el Colegio de Nobles de San Carlos de Módena. En su juventud viajó por Italia (Roma, Nápoles y Sicilia), Francia , Alemania y Austria. El 2 de noviembre de 1779 visitó las Catacumbas de los Capuchinos de Palermo y quedó tan profundamente impresionado que el hecho le inspiró su primer poema. Durante la Revolución Francesa pasó diez meses de 1789 junto a Vittorio Alfieri en París y fue seducido por los ideales revolucionarios, aunque siempre se opuso a la violencia desatada por el Terror, ansioso siempre de abandonarse a la paz que proporcionaba la contemplación de la naturaleza. Más tarde pasó un tiempo en Inglaterra y Austria. En Inglaterra le influyó la poesía de los poetas prerrománticos (Thomas Gray, en especial) y en Austria encontró también inspiración al leer la obra del poeta suizo Salomón Gessner. 
Como poeta es un autor de transición, el último de los neoclásicos, ya que hay en sus versos elementos claros que lo acercan del nuevo sentimiento romántico. Fue buen amigo de Giuseppe Torelli y del erudito Girolamo Pompei y su hermano Giovanni Pindemonte fue un dramaturgo destacado. Recibió un premio de la Accademia della Crusca, de la que se convirtió en un miembro, y falleció en 1828, un año después que su querido amigo, el poeta Ugo Foscolo.

## Obras
Su obra más famosa es sin duda la traducción al italiano de la Odisea, que alcanzó un gran éxito manifiesto en sus numerosas ediciones y reimpresiones, por más que su versión fuera incapaz de transmitir el sentido épico del original.
También compuso dos títulos relacionados entre sí por su tema y título: Poesie campestri ("Poemas rurales", primera edición 1788) y Prose campestri ("Prosas rurales", 1794), en que se expresan mejor sus sentimientos líricos.
Escribió además unas Epistole ("Cartas", 1805) y unos Sermoni poetici ("Sermones poéticos", 1819) y fue también autor de varias tragedias, incluyendo Arminio (1804), que muestra la influencia de la poesía ossiánica de James Macpherson.
El poema I Cimiteri quedó interrumpido ante la noticia de que Foscolo iba a dar a la imprenta su I sepolcri (1807); por eso Foscolo, que era su amigo, dedicó el poema a Pindemonte. Sin embargo, al año siguiente de la publicación de la obra maestra de Foscolo, Pindemonte publicó un poema homónimo I sepolcri donde se trata el asunto de una forma más íntima, privada y afectiva de lo que Foscolo había intentado hacer con su poesía civil.
La poética de Pindemonte, aunque clasicista, contiene en sí misma una inquietud y un espíritu puramente melancólicos muy próximos a los temas sentimentales y el enfoque de la nueva poesía romántica, por lo que se le suele considerar un precursor del romanticismo, esto es, un prerromántico.
- Datos: Q1236766
- Multimedia: Ippolito Pindemonte / Q1236766